# Eugenio Fernando Bila
Eugenio Fernando Bila, conosciuto come Genito (Maputo, 3 marzo 1979), è un ex calciatore mozambicano, di ruolo centrocampista.

## Carriera

### Club
Ha giocato nel campionato mozambicano, ungherese, cipriota e d'Israele.

### Nazionale
Conta 33 presenze con la Nazionale del suo Paese, con la quale ha anche partecipato alla Coppa d'Africa del 2010.

## Palmarès

### Club

#### Competizioni nazionali
- Coppa d'Ungheria: 2

Honvéd: 2006-2007, 2008-2009